# David Wilber

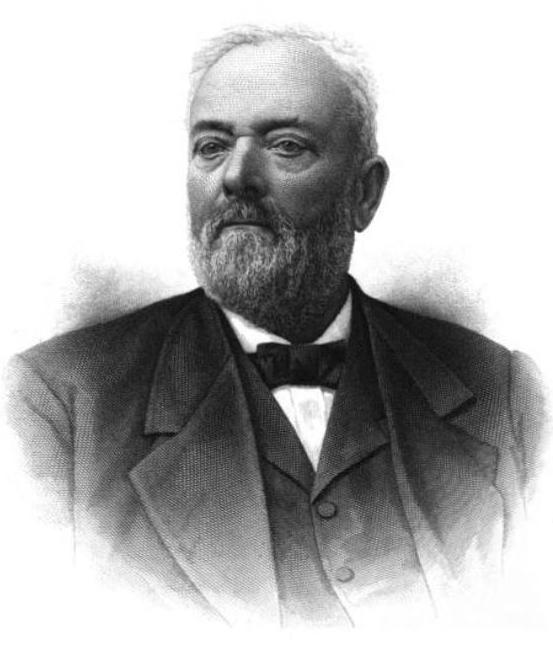
David Wilber

David Wilber (* 5. Oktober 1820 bei Quaker Street, New York; † 1. April 1890 in Oneonta, New York) war ein US-amerikanischer Politiker. Zwischen 1873 und 1875, zwischen 1879 und 1881 sowie zwischen 1887 und 1890 vertrat er den Bundesstaat New York im US-Repräsentantenhaus. Der Kongressabgeordnete David F. Wilber war sein Sohn.

## Werdegang
David Wilber wurde ungefähr fünf Jahre nach dem Ende des Britisch-Amerikanischen Krieges im Schenectady County geboren. Während seiner Kindheit zog seine Familie nach Milford im Otsego County. Dort besuchte er Gemeinschaftsschulen. Er war im Holz- und Hopfenhandel tätig, ging aber auch landwirtschaftlichen Tätigkeiten nach. In den Jahren 1858, 1859, 1862, 1865 und 1866 saß er im Bezirksrat (Board of Supervisors) vom Otsego County. Er war Direktor der Albany and Susquehanna Railroad sowie der Second National Bank von Cooperstown. 1874 wurde er Präsident der Wilber National Bank von Oneonta – eine Stellung, die er bis 1890 innehatte. Politisch gehörte er der Republikanischen Partei an.
Bei den Kongresswahlen des Jahres 1872 für den 43. Kongress wurde Wilber im 20. Wahlbezirk von New York in das US-Repräsentantenhaus in Washington, D.C. gewählt, wo er am 4. März 1873 die Nachfolge von Clinton L. Merriam antrat. Da er auf eine erneute Kandidatur 1874 verzichtete, schied er nach dem 3. März 1875 aus dem Kongress aus. Im Jahr 1878 kandidierte er im 21. Wahlbezirk von New York für den 46. Kongress. Nach einer erfolgreichen Wahl trat er am 4. März 1879 die Nachfolge von Solomon Bundy an. Da er auf eine erneute Kandidatur 1880 verzichtete, schied er nach dem 3. März 1881 aus dem Kongress aus.
Er nahm in den Jahren 1880 und 1888 als Delegierter an den Republican National Conventions in Chicago teil. 1886 zog er nach Oneonta.
Bei den Kongresswahlen des Jahres 1886 für den 50. Kongress wurde er im 24. Wahlbezirk von New York in das US-Repräsentantenhaus gewählt, wo er am 4. März 1887 die Nachfolge von John S. Pindar antrat. Er wurde 1888 in den 51. Kongress wiedergewählt, musste allerdings seinen Amtseid aufgrund seines schlechten Gesundheitszustandes in seinem Haus ablegen und konnte an keiner Session teilnehmen. Am 1. April 1890 verstarb er in Oneonta und wurde dann auf dem Glenwood Cemetery beigesetzt.